# Tartaroblatta tianschanica
Tartaroblatta tianschanica är en kackerlacksart som beskrevs av Bekuzin 1966. Tartaroblatta tianschanica ingår i släktet Tartaroblatta och familjen småkackerlackor. Inga underarter finns listade i Catalogue of Life.